# Pont-Aven
Pont-Aven är en stad och kommun i departementet Finistère i regionen Bretagne i västra Frankrike. Kommunen ligger i kantonen Pont-Aven som tillhör arrondissementet Quimper. År 2022 hade Pont-Aven 2 796 invånare.
Kommunen är inom konsten känd för Pont-Avenskolan.

## Befolkningsutveckling
Antalet invånare i kommunen Pont-Aven
Referens:INSEE